# Air Armenia
Air Armenia (Էյր Արմենիա» ՓԲԸ) era una compagnia aerea passeggeri e cargo armena con sede ad Erevan, capitale e città più popolata dell'Armenia. La compagnia, fondata nel 2003 e che iniziò le operazioni il 18 marzo di quello stesso anno, opera servizi di trasporto merci per destinazioni all'interno delle nazioni della Comunità degli Stati Indipendenti ed in Europa. Ha come unico hub l'aeroporto di Erevan.
Nel luglio 2013 il dipartimento generale dell'aviazione civile armena concesse le autorizzazioni necessarie per operare anche con voli passeggeri.
Nell'ottobre del 2014 ha cessato tutte le operazioni di volo.

## Storia
Air Armenia, a causa della decisione presa dalle autorità governative armene nel 2003 nel concedere tutti i diritti di trasporto passeggeri esclusivamente ad Armavia, alla sua fondazione poteva operare solo con voli cargo.
Con la liquidazione di Armavia, dal 2013 Air Armenia presentò il proprio programma di servizi di trasporto aereo passeggeri diventando in seguito la maggiore compagnia aerea passeggeri dell'Armenia.

## Flotta

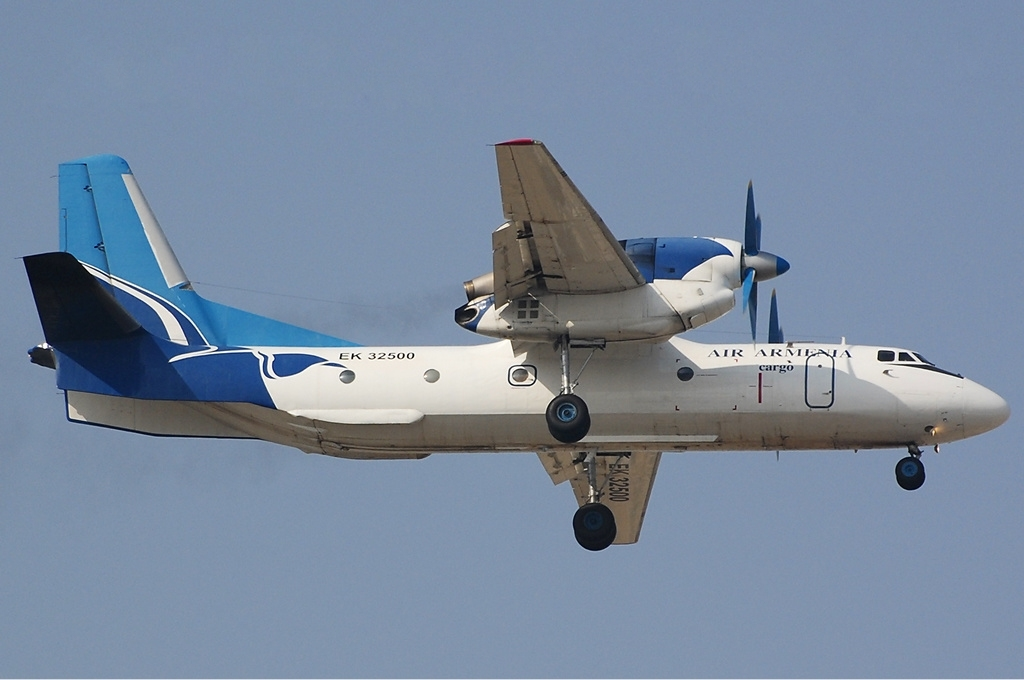
Antonov An-32 Air Armenia.

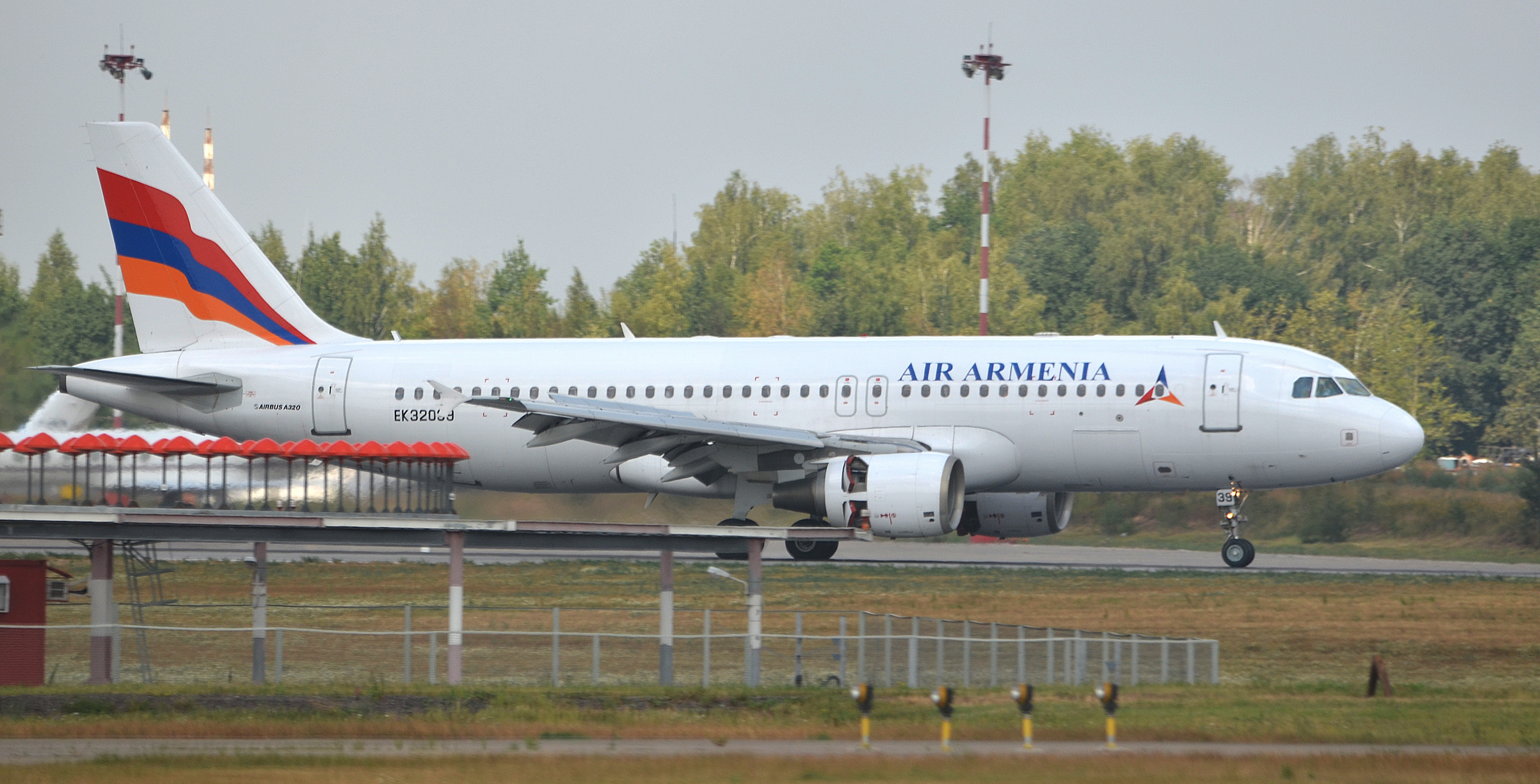
uno dei due aerei passeggeri della compagnia